# Joseph Mees
Joseph Mees (18 avril 1923 – 9 décembre 2001) est un prélat belge de l'Église catholique qui a passé sa carrière dans le service diplomatique du Saint-Siège, y compris près de vingt ans en tant que nonce apostolique.

## Biographie
Joseph Mees est né à Bornem, en Belgique, le 18 avril 1923. Il est ordonné prêtre le 4 avril 1948.
Pour se préparer à une carrière diplomatique, il entre à l'Académie ecclésiastique pontificale en 1948.
Le 14 juin 1969, le pape Paul VI le nomme archevêque titulaire d'Ypres (de) et nonce apostolique en Indonésie (en). Il reçoit sa consécration épiscopale du cardinal Jean-Marie Villot le 30 juin 1969.
Le 11 juillet 1973, le pape Paul VI le nomme nonce apostolique au Paraguay (en). Il a une relation étroite avec le dictateur paraguayen Alfredo Stroessner.
Le 19 janvier 1985, le pape Jean-Paul II le nomme délégué apostolique pour l'Afrique australe et pro-nonce apostolique au Lesotho (en). Plutôt que de soutenir les efforts anti-apartheid des évêques sud-africains dirigés par Denis Hurley (en), archevêque de Durban, Mees cite les structures du pape Jean-Paul contre la participation cléricale à la politique, les mêmes mots que le président sud-africain P.W. Botha a cités aux évêques : "Il n'appartient pas aux pasteurs de l'Église d'intervenir directement dans la construction politique et l'organisation de la vie sociale." Cette tâche fait partie de la vocation des laïcs agissant de leur propre initiative avec leurs concitoyens." Mees quitte l'Afrique du Sud en octobre 1987, apparemment rappelé à Rome, laissant la charge de la nonciature à Mario Cassari, qui donne son approbation enthousiaste aux efforts politiques des évêques.
Mees décède le 9 décembre 2001.